# Sistema de telefonia fixa comutada
Sistema Telefônico Fixo Comutado (STFC) é o sistema público convencional de comunicação de voz, que interliga empresas e residências em âmbito nacional e internacional. É a expressão equivalente para a Public Switched Telephony Network (PSTN) da língua inglesa.

## Regulamentação
A resolução ANATEL 426 de 9 de dezembro de 2005 aprovou o Regulamento do Serviço Telefônico Fixo Comutado - STFC